# Kyle Dake
Kyle Dake, född 25 februari 1991, är en amerikansk brottare som tävlar i fristil.

## Karriär
Dake tävlade vid de olympiska sommarspelen 2020 i Tokyo, där han tog brons i 74-kiloklassen. Han är fyrfaldig VM-guldmedaljör och har även ett VM-silver från 2023.